# Ioan Bălan
Ioan Bălan (11. února 1880, Teiuș – 4. srpna 1959, Bukurešť) byl rumunský řeckokatolický duchovní, biskup lugojský. Katolická církev jej uctívá jako blahoslaveného mučedníka.

## Život
Narodil se dne 11. února 1880 ve městě Teiuș rodičům Ștefanu Bălan a Aně, rozené Muntean. Vystudoval teologii na semináři v Budapešti.
Na kněze byl vysvěcen biskupem Victorem Mihaly de Apșav dne 7. července 1903. Poté působil jako farář v Bukurešti. Dne 27. srpna 1916 byl poté, co Rumunské království vstoupilo do první světové války obviněn ze špionáže a zatčen. Poté byl poslán do zajateckého tábora v Huși. Později, po svém propuštění se stal metropolitním kanovníkem a roku 1921 rektorem teologické akademie v Blaji.
Dne 29. srpna 1936 byl jmenován biskupem lugojské eparchie. Biskupské svěcení přijal dne 18. října 1936 od biskupa Alexandru Nicolescu v katedrále Nejsvětější Trojice v Blaji. Spolusvětitely byli biskupové bl. Iuliu Hossu a bl. Alexandru Rusu.
Dne 29. října 1948 byl poté, co komunistická vláda zakázala rumunskou řeckokatolickou církev spolu s ostatními duchovními, kteří odmítli přestoupit do rumunské pravoslavné církve řízené státní mocí zatčen. Zbytek strávil nucenými pobyty na různých místech.
Zemřel nemocnici v Bukurešti dne 4. srpna 1959. Pohřben je na hřbitově Bellu v Bukurešti.

## Úcta
Jeho beatifikační proces byl zahájen dne 28. ledna 1997, čímž obdržel titul služebník Boží. Dne 19. března 2019 podepsal papež František dekret o jeho mučednictví.
Blahořečen byl spolu s několika dalšími rumunskými biskupy a mučedníky dne 2. června 2019 ve městě Blaj. Obřadu předsedal během své návštěvy Rumunska papež František.
Jeho památka je připomínána 2. června. Je zobrazován v biskupském rouchu.

## Odkazy

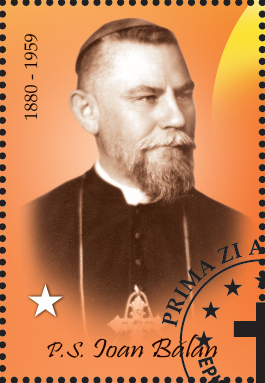
Zobrazení bl. Ioana Bălana na rumunské poštovní známce